# Acharonim
Els Acharonim (en hebreu: אחרונים; en singular: אחרון, Acharon; en català: "Els últims") van ser els rabins principals i els Poskim (referents) que van viure el segle XVI fins als nostres dies, després de l'escriptura del Xulhan Arukh. Els rabins erudits anteriors al Xulhan Arukh són coneguts com els Rixonim, "els primers". El període dels Acharonim s'estén entre l'any 1500 i el 2000.
La distinció entre Rixonim i Acharonim és fonamentalment temporal, des del punt de vista de la Halacà (llei tradicional jueva) la distinció és també important. D'acord amb la visió ortodoxa, els Acharonim no poden disputar les regles fixades pels rabins d'èpoques anteriors, tret que trobin fonament en savis d'aquestes eres. Des d'altres punts de vista, com els corrents reformistes i conservadors del judaisme, i fins i tot alguns rabins ortodoxes, aquesta visió no és part formal de la halacà, i fins i tot pot ser vista com una violació del sistema de la halacà.

## AlgunsAcharonim
Aquesta llista és forçosament incompleta, la incorporació de diferents noms depèn també de la pertinença a diferents corrents.
- Bezalel Ashkenazi, (Shita Mekubetzet),
- Naftali Zvi Yehuda Berlin, (Netziv; Ha'emek Davar)
- Moisès ben Jacob Cordovero, (RaMaK)
- Dov Ber Ben Avraham, el Maguid de Mezritch
- Elia ben Salomon, (Gra, Gaó de Vílnius)
- Moshe Isserles, (Rema)
- Israel Meir Kegan, (Chofetz Chaim)
- Yossef Qaro, (Mejaber), Autor del Xulhan Arukh
- Abraham Isaac Kook
- Judah Loew ben Bezalel, (Maharal)
- Isaac Luria, (Ari)
- Salomon Luria, (Maharshal)
- Moshe Jaim Luzato, (Ramjal)
- Nathan de Breslev (Reb Noson)